# Walter Werginz
Walter Werginz (18 de fevereiro de 1913 - 21 de março de 1944) foi um futebolista austríaco, medalhista olímpico. 

## Carreira
Walter Werginz fez parte do elenco medalha de prata, nos Jogos Olímpicos de 1936.

## Ligações Externas
- Perfil em Databaseolympics